# Feni, Bangladesh

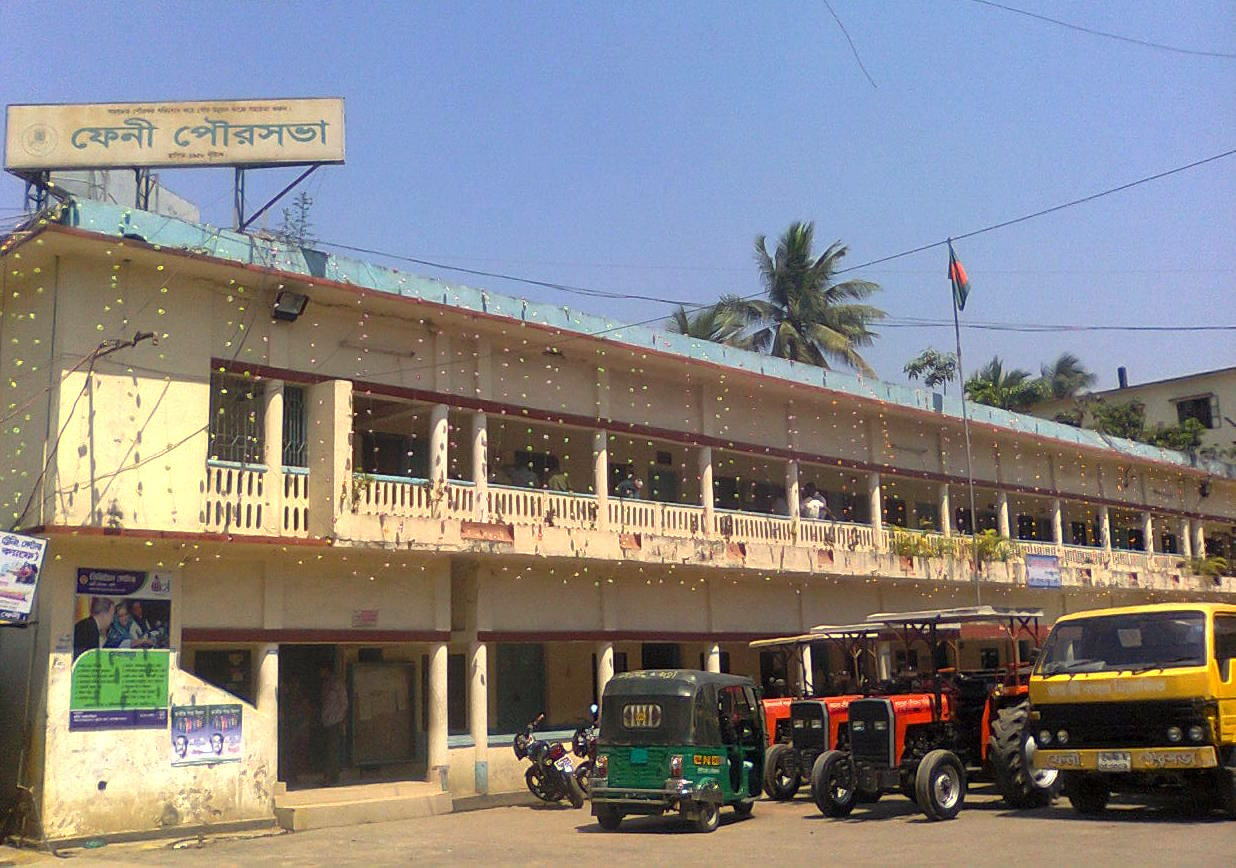
Kommunhuset i Feni.

Feni är en stad i sydöstra Bangladesh, nära gränsen till delstaten Tripura i Indien. Staden tillhör Chittagongprovinsen och hade 156 971 invånare 2011, på en yta av 22 km². Stadens namn kommer från ordet feni, som betyder ungefär kärr eller sumpmark vilket var platsens karaktär innan staden växte fram. Feni fick stadsrättigheter som town committee 1931, vilket ändrades till paurashava (kommun) 1972.